# A Németországi Szövetségi Köztársaság alkotmánya
A Grundgesetz (alaptörvény, közkeletű rövidítéssel: GG) a Németországi Szövetségi Köztársaság alkotmánya, amely szabályozza az állampolgárok alapvető jogait és kötelezettségeit, valamint meghatározza a német állam jogi és politikai berendezkedésének alapjait.
A német szó alaptörvénynek fordítható. A törvény szövegezői szándékosan nem használták az "alkotmány" jelentésű Verfassung szót, hogy ezzel is hangsúlyozzák: a második világháború után létrejött, ideiglenesnek tekintett nyugat-német állam számára készült ideiglenes jogszabályról van szó, nyitva hagyva az utat egy új alkotmány létrehozásához egy jövőbeni német újraegyesítéskor. Röviddel a Grundgesetz elfogadása után, a szovjetek megszállta német területekből létrehozták a kommunista Német Demokratikus Köztársaságot (NDK), saját alkotmánnyal.
A kommunizmus bukásával 1990-ben egyesült Németország és az NDK békésen beolvadt a Német Szövetségi Köztársaságba. Az alaptörvény, amely évtizedeken keresztül jól szolgálta Nyugat-Németországot, az egyesülést követően is érvényben maradt, bár pont az egyesülés miatt 1990-ben módosították bizonyos részeit, köztük a preambulumot. További jelentős módosítások történtek 1994-ben, 2002-ben és 2006-ban.

## Történeti háttér

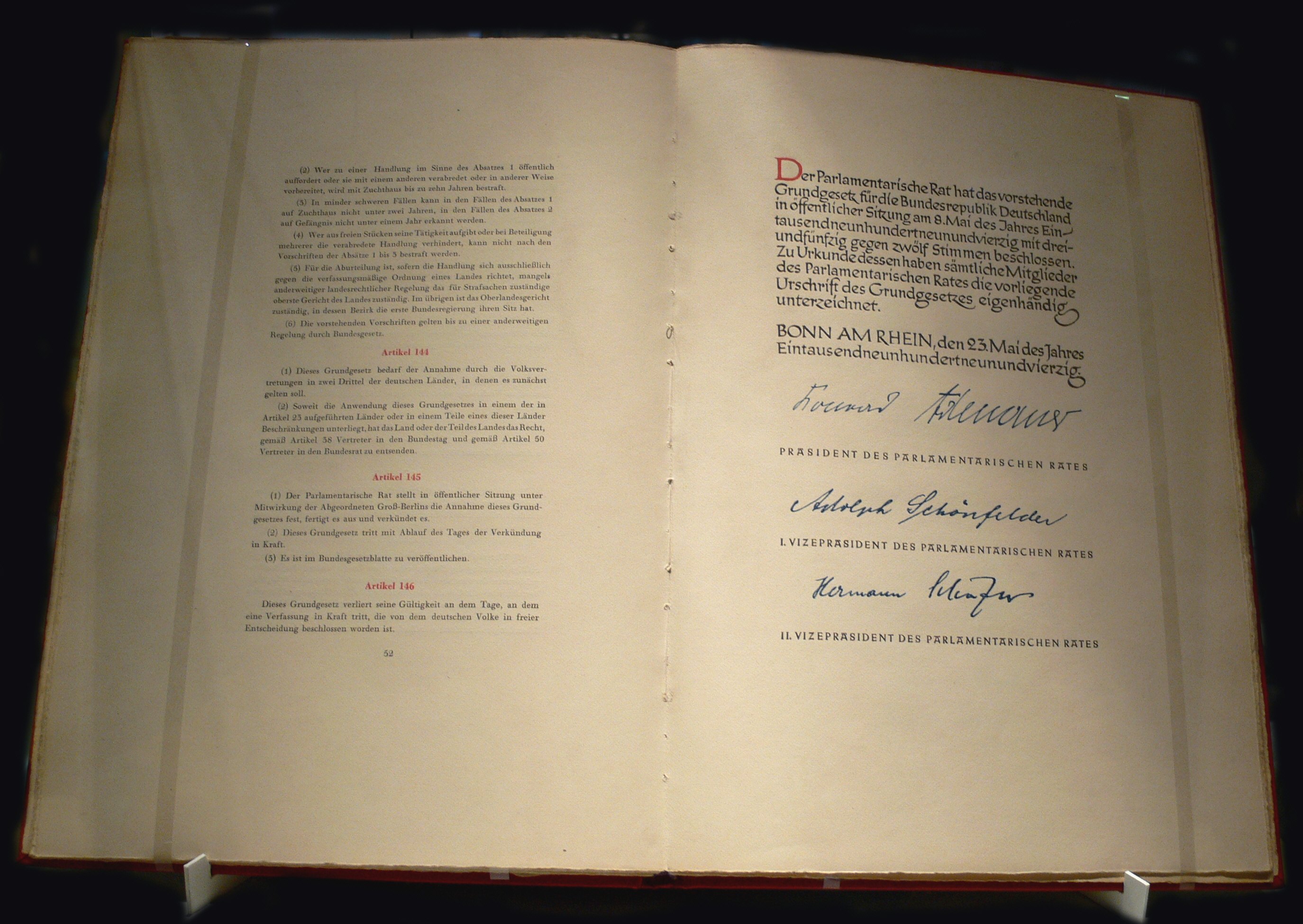
1949

A II. világháborút követően Németország területét a megszálló szövetséges hatalmak – az Amerikai Egyesült Államok, Nagy-Britannia, Franciaország, valamint a Szovjetunió – négy megszállási övezetre osztották. Az 1948-ban a Szovjetunió nélkül – ugyanakkor a Benelux-államok bevonásával – megtartott hathatalmi londoni konferencia határozatban mondta ki, hogy a német nép számára szabad és demokratikus kormányzási forma keretében lehetővé kell tenni egységének helyreállítását, majd a kormányzati felelősség fokozatos átvételét. Ennek érdekében a tanácskozó hatalmak az ún. frankfurti dokumentumokban felszólították a három – időközben egyesített – nyugati megszállási övezetbe (Trizónia, németül Trizone) tartozó nyugatnémet tartományok miniszterelnökeit, hogy hívjanak össze egy alkotmányozó nemzetgyűlést.
A háború utáni letargiából eszmélő német politika ragaszkodott ahhoz, hogy minden fórumon, minden közjogi aktussal hangsúlyozzák: a létrejövő új állam csak provizórikus, átmeneti jellegű lehet, végleges megoldást kizárólag a német nép újraegyesítése jelenthet. Ezért a tartományi miniszterelnökök a polgári alkotmányok megszületésénél rendszerint bábáskodó alkotmányozó nemzetgyűlés helyett „mindössze” az ún. Parlamenti Tanács (Parlamentarischer Rat) összehívását kezdeményezték. A tartományi parlamentek 65 küldöttéből összeült Parlamenti Tanács 1948. szeptember 1-jén kezdte meg munkáját Bonnban, és 1949. május 8-án a harmadik olvasatban (53 „igen” és 12 „nem” szavazat mellett) elfogadta a Grundgesetzet.
A névválasztással (Grundgesetz – alaptörvény) az alkotmányozó testület tagjai egyrészt egyértelművé tették, hogy az elfogadott jogi norma a jogforrási hierarchia csúcsán helyezkedik el, másrészt pedig az alkotmány szó tudatos kerülésével újfent hangsúlyozták, hogy nem tartós megoldást jelentő alkotmányt szándékoztak alkotni. Szintén a provizórikus jelleg hangsúlyozása érdekében az alaptörvény életbe lépését nem a legteljesebb legitimációt eredményező népszavazáshoz, hanem pusztán a tartományi parlamentek legalább kétharmadának támogatásához kötötték.
1949. május 23-án a bonni Pedagógiai Akadémia (Pädagogische Akademie, ma már a Bundesrat, azaz a Szövetségi Tanács otthona) üléstermében megtartott nyilvános ünnepi ülésén a Parlamenti Tanács megállapította, hogy – a három megszálló hatalom kormányzójának jóváhagyása mellett – a nyugati tartományok népképviseleti szerveinek több mint kétharmada ratifikálta, megerősítette az alaptörvényt (az egyetlen kivételt Bajorország parlamentje jelentette, amely ugyanakkor határozatot hozott arról is, hogy amennyiben a tartományok legalább kétharmadában megtörténik a ratifikáció, a Grundgesetz hatálya Bajorországra is kiterjed). A Parlamenti Tanács elnöke és alelnökei kézjegyükkel látták el (parafálták) az okmányt, majd a hivatalos lap (Bundesgesetzblatt) 1. számában történt kihirdetést követően életbe lépett az új német alkotmány, és ezzel megalakult a Németországi Szövetségi Köztársaság.
A Grundgesetz 147. cikkének (2) bekezdése úgy fogalmaz, hogy az alaptörvény a kihirdetése napjának elteltével („mit Ablauf des Tages der Verkündung”) lép hatályba. Ebből adódóan nézőpont kérdése, hogy a hatálybalépés és egyúttal a Németországi Szövetségi Köztársaság megalakulása időpontjának 1949. május 23., 24 óra vagy 1949. május 24., 0 óra számít-e. A két lehetőség közül az első tükrözi a hivatalos álláspontot, a 2. világháborút követően megalakult német szövetségi állam „születésnapja” tehát 1949. május 23.
Az egykori szovjet megszállási övezetben létrehozott Német Demokratikus Köztársaság 1990. október 3-án csatlakozott a szövetségi köztársasághoz. A Grundgesetz a német újraegyesítés után – eredeti nevét megtartva – az egységes német állam alkotmányává vált.

## Az alaptörvény megalkotásának folyamata

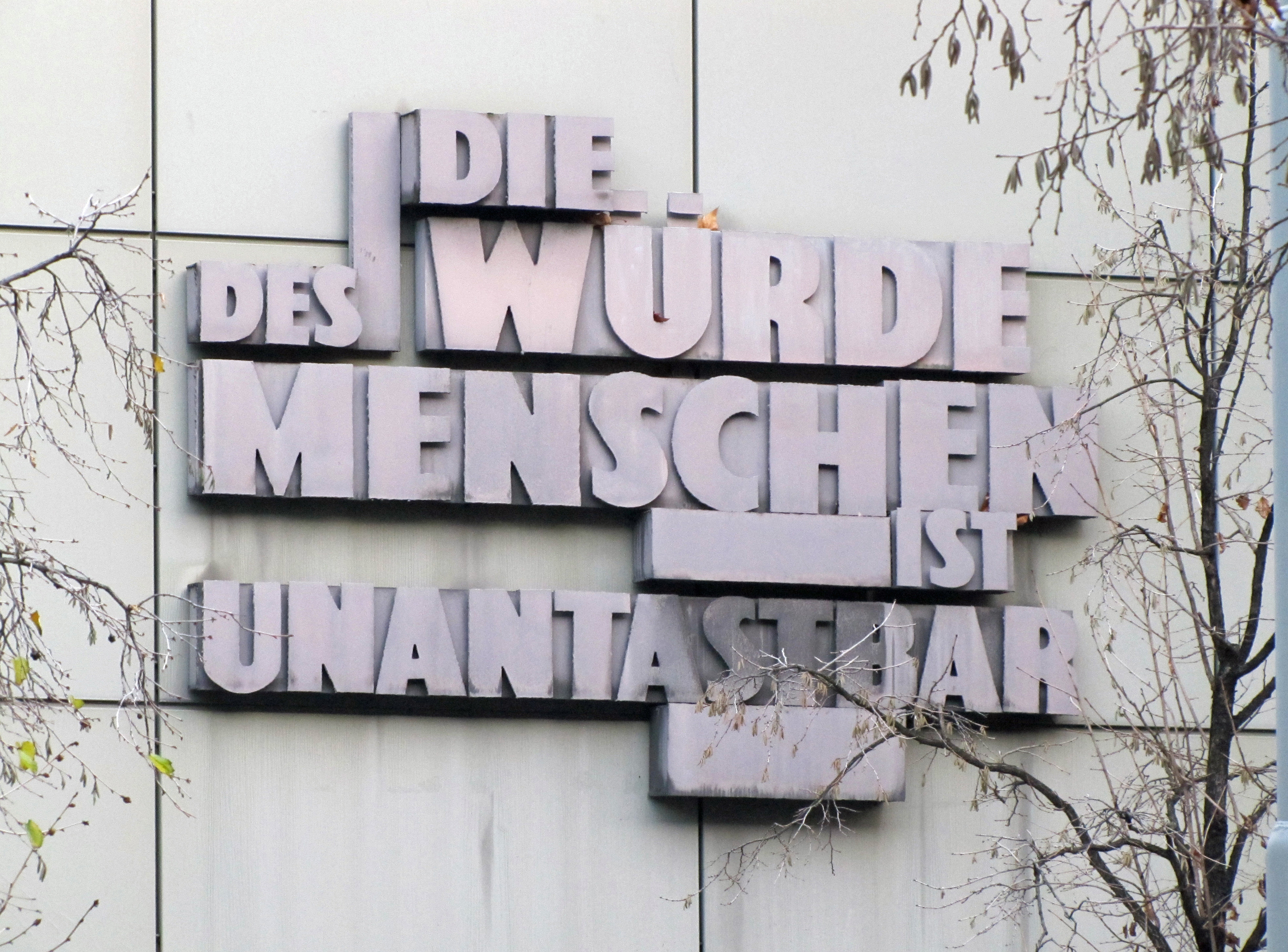
1. cikkely, első mondat ("az emberi méltóság sérthetetlen").

Biztosaknak kell lennünk, hogy amit felépítünk, az valamikor minden német jó háza lesz.
Az új alaptörvény létrehozásának gondolata a három nyugati megszálló hatalomtól származott. Annak a fényében, hogy a nácik felhasználták a korábbi weimari alkotmányt, a következő feltételekkel járultak hozzá az új német állam létrehozásához:
- Teljes elutasítása a "felsőbbrendű faj" (németül Herrenvolk) ideológiájának, amely szerint a német nép a többi felett áll, így népirtást is elkövethet és kegyetlenül járhat el más népek tagjaival.
- Az emberi jogok sérthetetlenségének és elidegeníthetetlenségének világos kimondása.

A szöveget a herrenchiemseei konvenció (1948. augusztus 10-23.) dolgozta ki a délkelet-bajorországi Chiemsee tó Herreninsel nevű szigetén. A konvenció tagjait az újonnan létrehozott nyugatnémet tartományok delegálták. Az alaptörvényt az új államok parlamentjei ratifikálták (Bajorországé kivételével), miután 1949. május 8-án a szöveget elfogadta a Bonn egyetlen épen maradt alkalmas épületében, a Koenig Múzeumban összeült Parlamenti Tanács, majd május 12-én jóváhagyták a megszálló hatalmak is. A Bajor Tartománygyűlés (Landtag) főleg azért utasította el, mert többsége úgy vélte, az új alaptörvény nem ad elég jogot a szövetségi államoknak. Ugyanakkor a Bajor Tartománygyűlés úgy határozott, hogy ha a tartományok kétharmada ratifikálja az alaptörvényt, akkor az Bajorországban is életbe lép. Az alaptörvényt 1949. május 23-án kihirdették és másnap hatályba lépett. Ezzel végetért a nyugatnémet államot övező jogi bizonytalanság és létrejött a Németországi Szövetségi Köztársaság.

## Fontos különbségek a weimari alkotmánytól
Az emberi alapjogok a Grundgesetz (német rövidítéssel GG) alapvetései közé tartoznak, eltérően a weimari alkotmánytól, amely "állami célokként" sorolta fel őket. Az emberi méltóság kötelező tiszteletben tartásából eredően az állami hatalomnak közvetlen kötelessége az alapjogok garantálása. Az alaptörvény 79. cikkelyének 3. paragrafusa a normál módosítás során is megváltoztathatatlannak mond ki két szabályt: az 1. cikkelyt - amely lefekteti az emberi méltóság sérthetetlenségének az elvét és azt, hogy az emberi jogokat közvetlenül alkalmazni kell a törvényekben -, illetve a 20. cikkely által az állam számára megfogalmazott alapelveket, amelyek garantálják a demokráciát, a köztársaságot, a szociális felelősséget, a föderalizmust és az ellenállás jogát arra az esetre, ha valaki meg akarná szüntetni ezt a rendet.
A GG nem biztosít olyan rendkívüli hatalmi jogokat a német államelnöknek, amelyeket az 1933-ban elfogadott Reichstag-tűz rendelet vezetett be, felfüggesztve az alapjogokat és elmozdítva a törvényhozás kommunista tagjait, Adolf Hitler hatalomátvételének (Machtergreifung) fontos állomásaként. Az emberi jogok felfüggesztése a 20. és 79. cikkelyek alapján törvényellenes is lenne.
A GG erősítette a szövetségi államok kormányainak alkotmányos pozícióját, jelentősen szűkítve ugyanakkor az államelnök jogait. A kormány csak a parlamenttől függ.
A kancellárt a parlament konstruktív bizalmatlansági indítvánnyal mozdíthatja el, ami annyit jelent, hogy egyidejűleg utódját is meg kell választani. Ez az új procedúra a nagyobb stabilitást hivatott biztosítani, hiszen korábban hatalmi vákuumot okozhatott, ha elegendő számú képviselő összefogott a kancellár elmozdítására az utód megjelölése nélkül. A korábbi szabályok szerint egyes minisztereket is el lehetett mozdítani bizalmatlansági szavazással, az új alaptörvény szerint azonban csak az egész kabinetet.
Az alaptörvény 32. cikkelye megengedi a tagállamoknak hogy önálló külpolitikát folytassanak a hatáskörükbe tartozó ügyekben, a szövetségi kormány felügyelete alatt. A 24. cikkely alapján a szövetségi kormány átruházhat szuverén jogokat nemzetközi intézményekre.

## Fordítás
- Ez a szócikk részben vagy egészben  a   Basic Law for the Federal Republic of Germany című angol Wikipédia-szócikk ezen változatának fordításán alapul.  Az eredeti cikk szerkesztőit annak laptörténete sorolja fel. Ez a jelzés csupán a megfogalmazás eredetét és a szerzői jogokat jelzi, nem szolgál a cikkben szereplő információk forrásmegjelöléseként.